# Eubelius
Eubelius is een Belgisch advocatenkantoor met kantoren in Brussel, Kortrijk en Antwerpen. Het kantoor biedt advies en vertegenwoordiging aan voor Belgisch en Europees recht, en behandelt zaken in het Engels, Nederlands, Frans en Duits. Anno 2024 had Eubelius 25 partners.
Het kantoor werd gesticht in 1994 en heette aanvankelijk Dieux Geens & Partners, naar de oprichters Xavier Dieux en Koen Geens. Toen Ludo Cornelis van Stibbe het kantoor in 2000 vervoegde, werd de naam uitgebreid tot Dieux Geens Cornelis. Na het vertrek van Xavier Dieux werd besloten de huidige naam aan te nemen, die niet meer verwijst naar de vennoten.